# Бузок Звегинцова
Бузок Звегинцова (Syringa sweginzowii) — рослина роду бузок (Syringa) родини маслинові (Oleaceae).

## Ботанічний опис
Бузок Звегінцова — це кущ, який виростає від 2,5 до 4 метрів у висоту. Гілки голі і, в середньому, квадратні.
Листок в довжину складає 0,5-2 сантиметри зазвичай голий або волосистий, завдовжки 1,5–4 (рідко — 8) сантиметрів, 1–3 (рідко — 5) сантиметрів завширшки і яйцеподібні, яйцевидно-еліптичні до ланцетоподібних. Верхівка листя блискуча і гола. Основа листя клиноподібна, але мала злегка округлу форму. Край молодого листя має фіолетовий колір.
Суцвіття — це волоть. Вона вертикальна, кінцеве або бічне, довжиною від 7 до 25 сантиметрів і шириною від 3 до 15 сантиметрів.
Стебло квітки завдовжки від 0 до 2 міліметрів. Чашечка розміром від 1,5 до 2 міліметрів. Квіти рожеві, фіолетові, рідше білого кольору, розміром 0,9-2 сантиметри. Трубка коронки заввишки 0,6-1,5 сантиметра, тонка і майже циліндрична.
Пильовики жовті і вставляються під або біля отвору коронки. Капсула довга, еліптична, гладка і розміром 1,5-2 сантиметри.
Число хромосом 2n = 46 або 48.
Вид квітне в травні та червні, а плодоносить у вересні та жовтні.

## Виникнення
Бузок Звегінцова росте лише в місті Сичуань, Китай.
Для виду комфортні зарослі і ліси на берегах річок і водотоків на висотах від 2000 до 4000 метрів.

## Систематика
Бузок Звегінцова був вперше описаний у 1910 році Бернгардом Адальбертом Емілем Кеном та Олександром фон Лінгелсхаймом. Інші назви:
- Syringa wilsonii;
- Syringa tomentella subsp. sweginzowii[6].

## Галерея

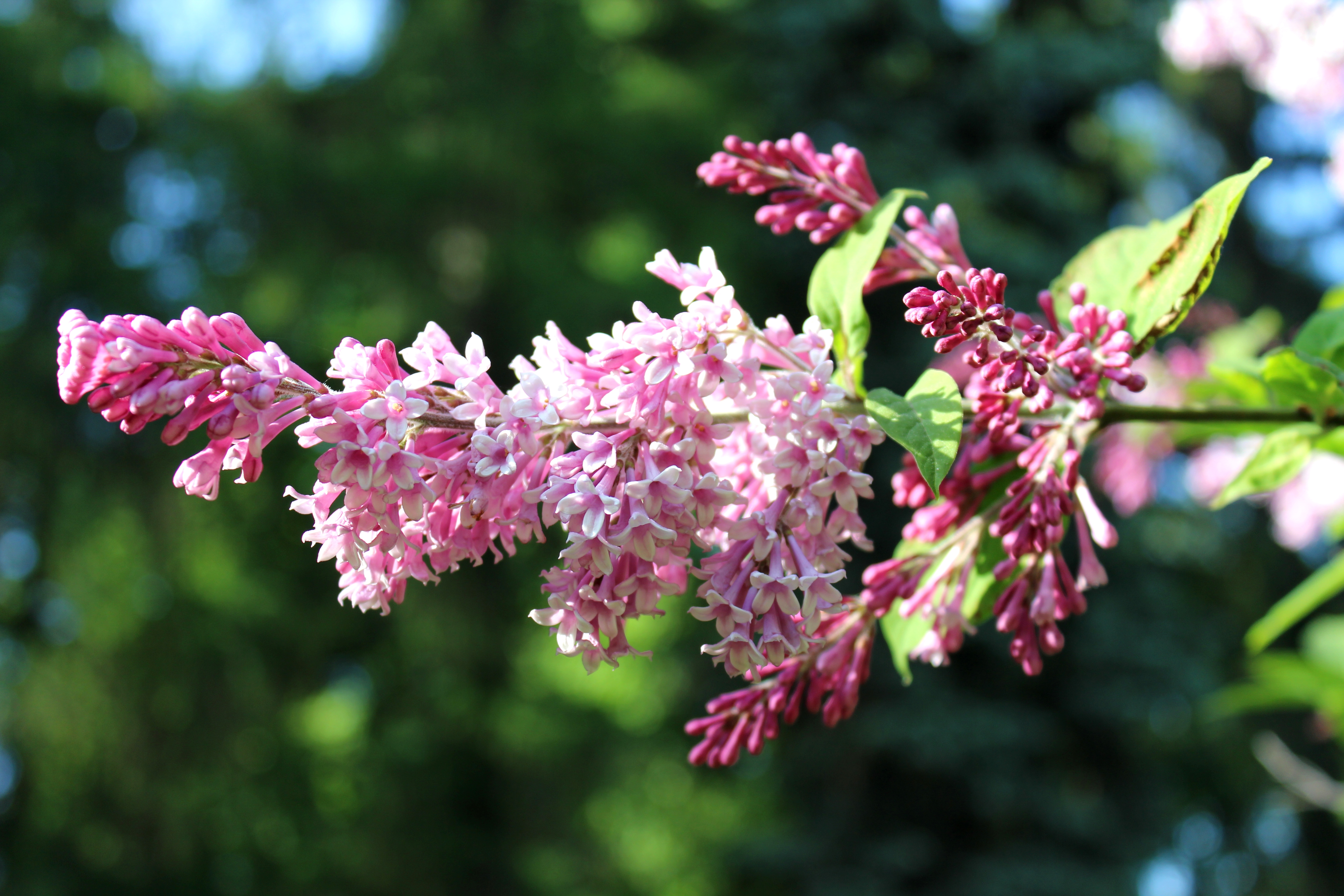
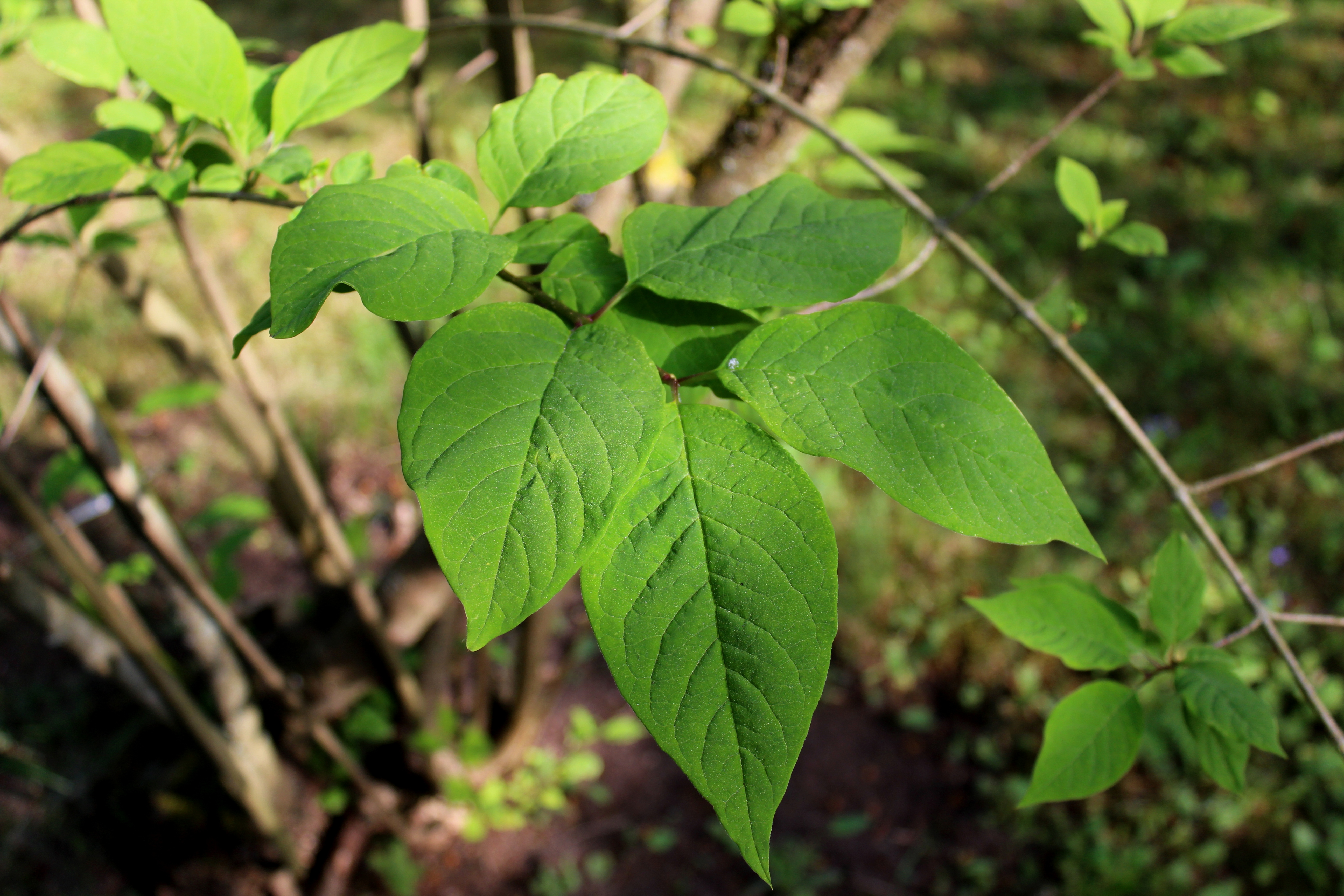
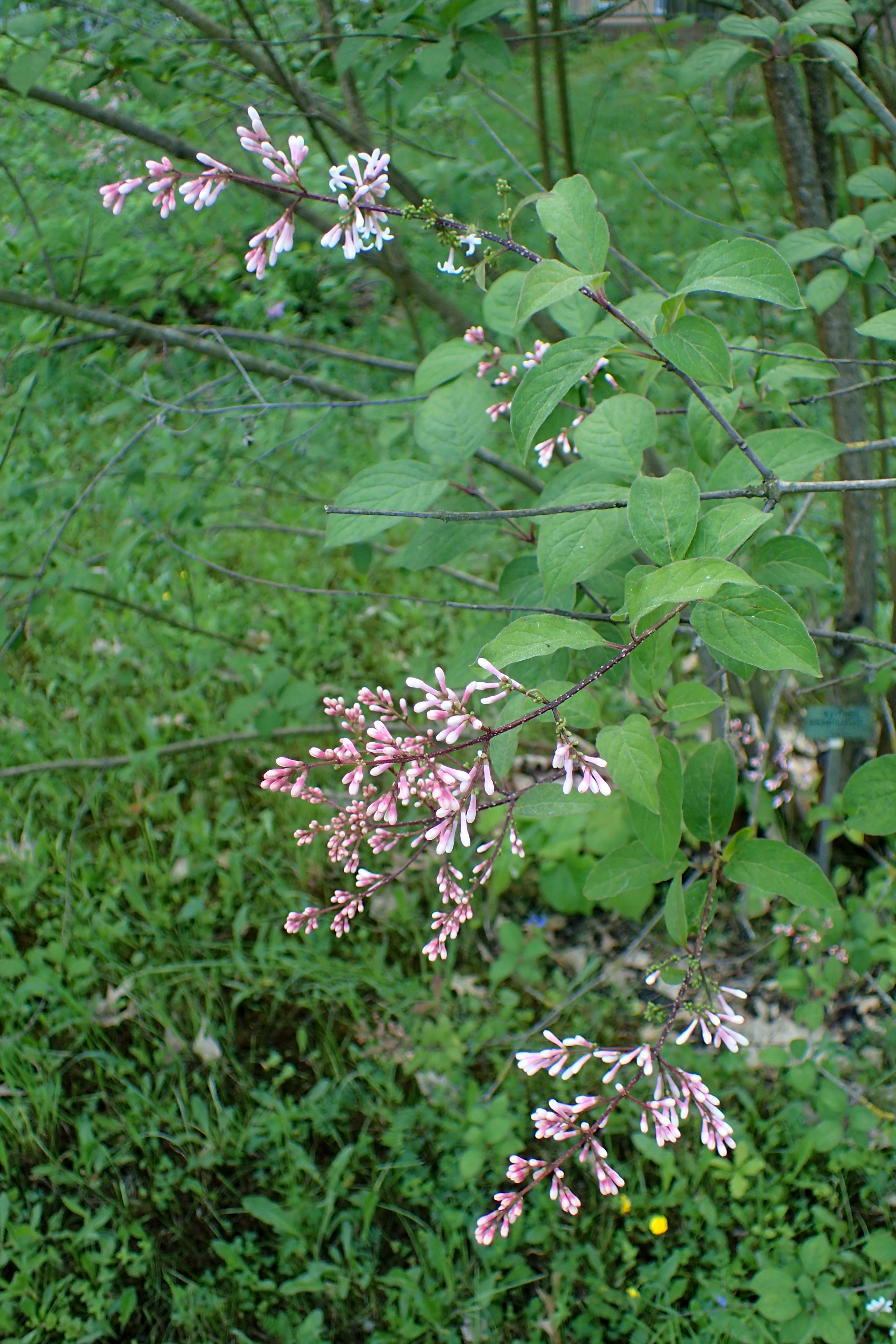
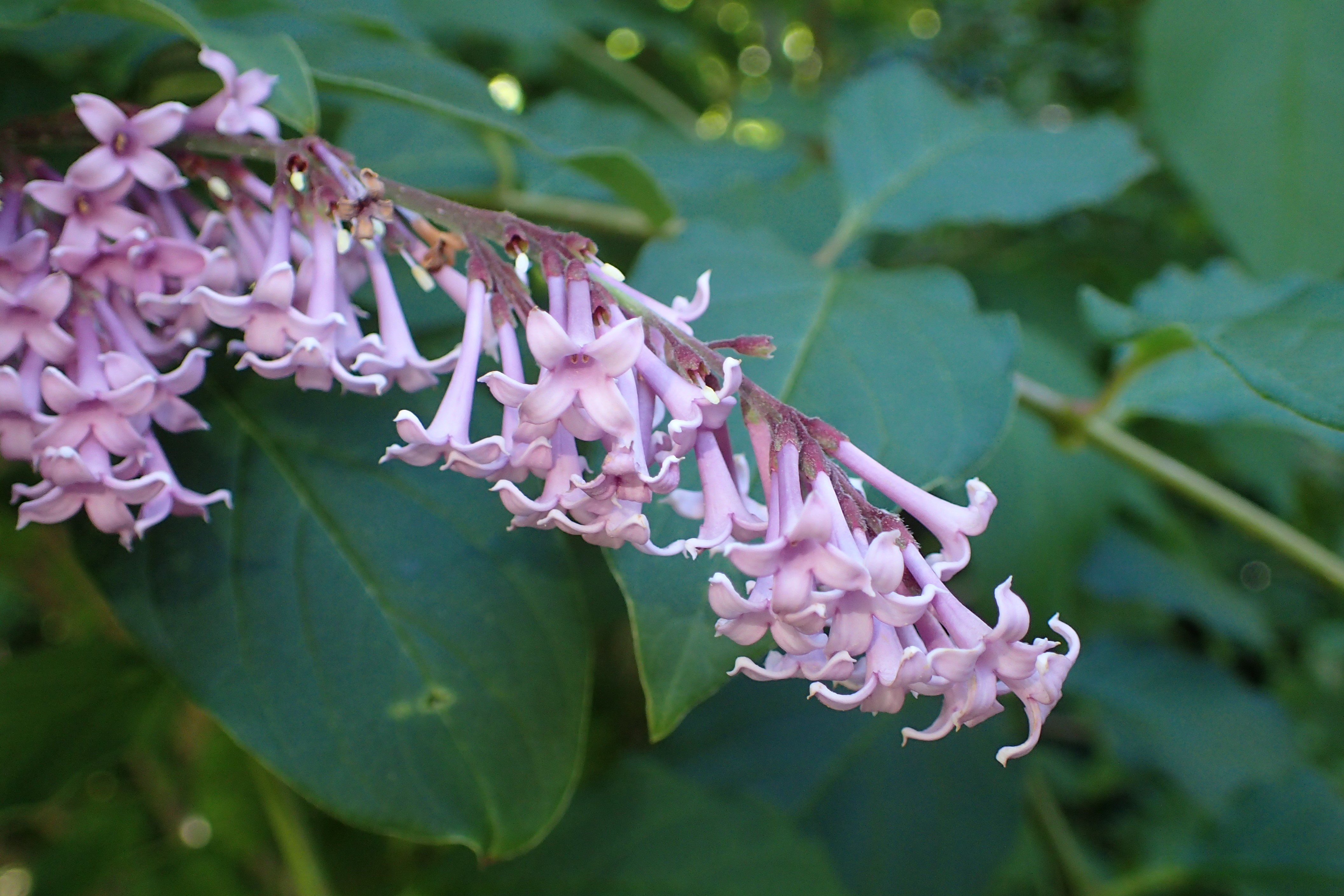